# Казубек (гміна Вежбінек)
Казубек (пол. Kazubek) — село в Польщі, у гміні Вежбінек Конінського повіту Великопольського воєводства.
Населення — 189 осіб (2011).

## Демографія
Демографічна структура станом на 31 березня 2011 року:
|          | Загалом | Допрацездатний вік | Працездатний вік | Постпрацездатний вік |
| -------- | ------- | ------------------ | ---------------- | -------------------- |
| Чоловіки | 100     | 24                 | 69               | 7                    |
| Жінки    | 89      | 17                 | 58               | 14                   |
| Разом    | 189     | 41                 | 127              | 21                   |